# Wiener Werkstätte
Créée en 1903, la Wiener Werkstätte (ou Wiener Werkstaette, « Atelier viennois ») est une association d'artistes et d'artisans fondée à Vienne, dont le but fut de produire en toute indépendance des objets décoratifs, des bâtiments, du textile, des spectacles. Issu de la Sécession viennoise (Sezessionsstil), cet atelier d'arts appliqués réunissait des architectes, des artistes et des designers, dont l’engagement premier consistait à mettre l’esthétique de la modernité à la portée de chacun, en conciliant l’artisanat et les arts majeurs. L’une des œuvres les plus représentatives de la Wiener Werkstätte est le palais Stoclet, à Bruxelles. Devenu une véritable entreprise avec des ramifications internationales, elle disparaît en 1932.

## Contexte

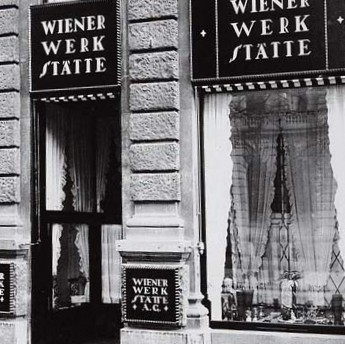
Vitrine de la Wiener Werkstätte, pour la boutique située à Vienne, (1920).

Un souffle moderniste sans précédent gagne l'Europe continentale au cours des années 1885-1890 : venu d'Angleterre et d'Écosse, le courant Arts and Crafts fait des émules. L’Art nouveau fait son apparition, en se distinguant toutefois en Autriche avec la Sécession viennoise (1897). Ce mouvement affirme, en effet, sa différence à travers une esthétique reposant sur un idéal géométrique, et non sur la courbe et les formes naturelles. C’est dans cet esprit que Josef Hoffmann et Koloman Moser, qui enseignèrent à la Kunstgewerbeschule, l'école des arts appliqués de Vienne, fondent la Wiener Werkstätte, largement inspiré des néo-guildes d'artisans promues par William Morris. Le financement de départ est assuré par l'industriel et mécène viennois, Fritz Waerndorfer (de) (1868-1939),. Un lien important avait été établi entre Wärndorfer, Hoffmann et le couple Margaret Macdonald-Charles Rennie Mackintosh : Wärndorfer, dirigeant des entreprises cotonnières, s'était rendu à Glasgow pour ses affaires ; là, il avait rencontré, sur les conseils d'Hoffmann, certains représentants de la Glasgow School. En 1902, Wärndorfer commanda aux Mackintosh un salon de musique pour sa maison à Vienne .

## «WW»

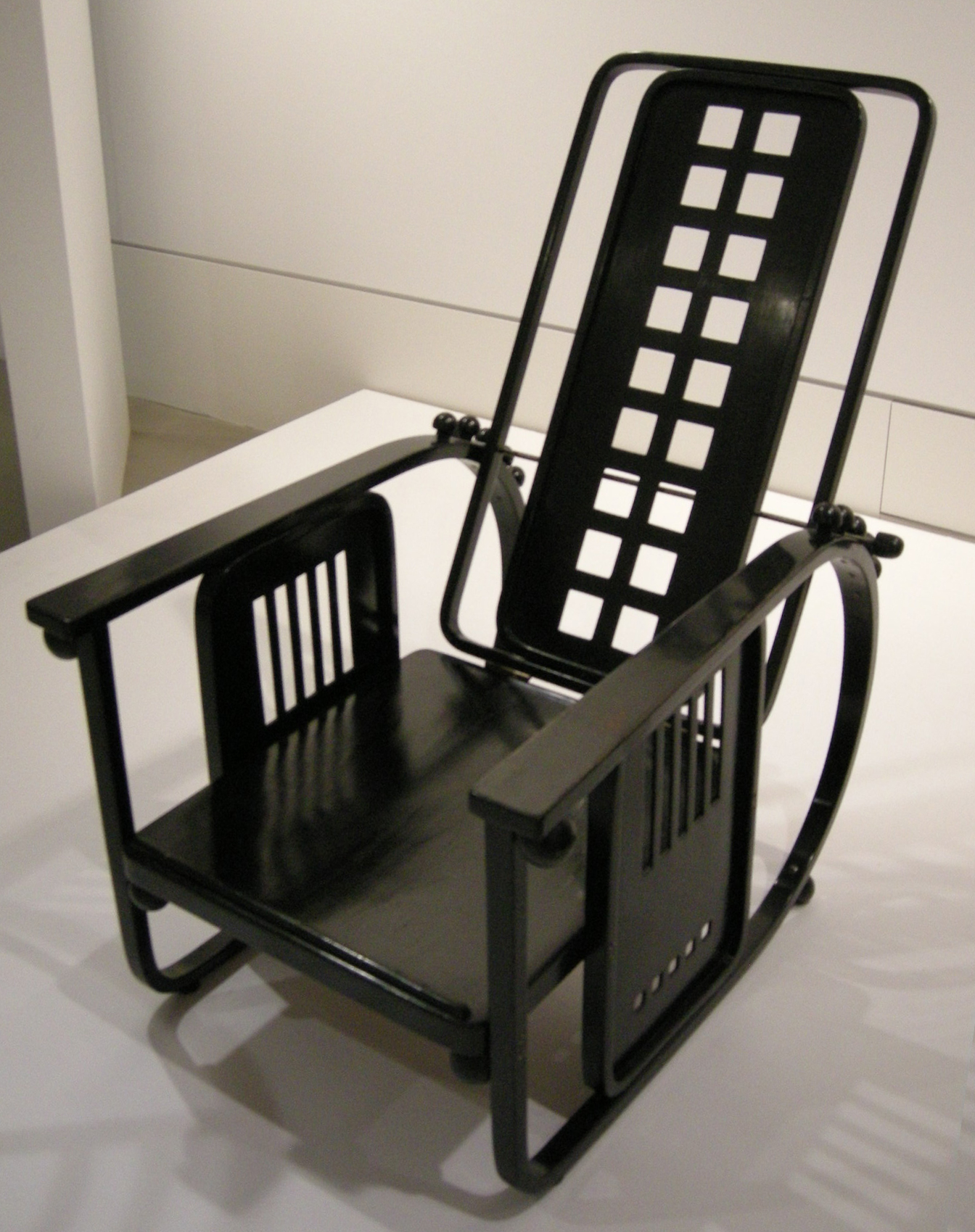
La Sitzmachine (1905), chaise à dossier ajustable, bois et métal, conçue par Hoffmann et la WW pour Jacob & Josef Kohn.

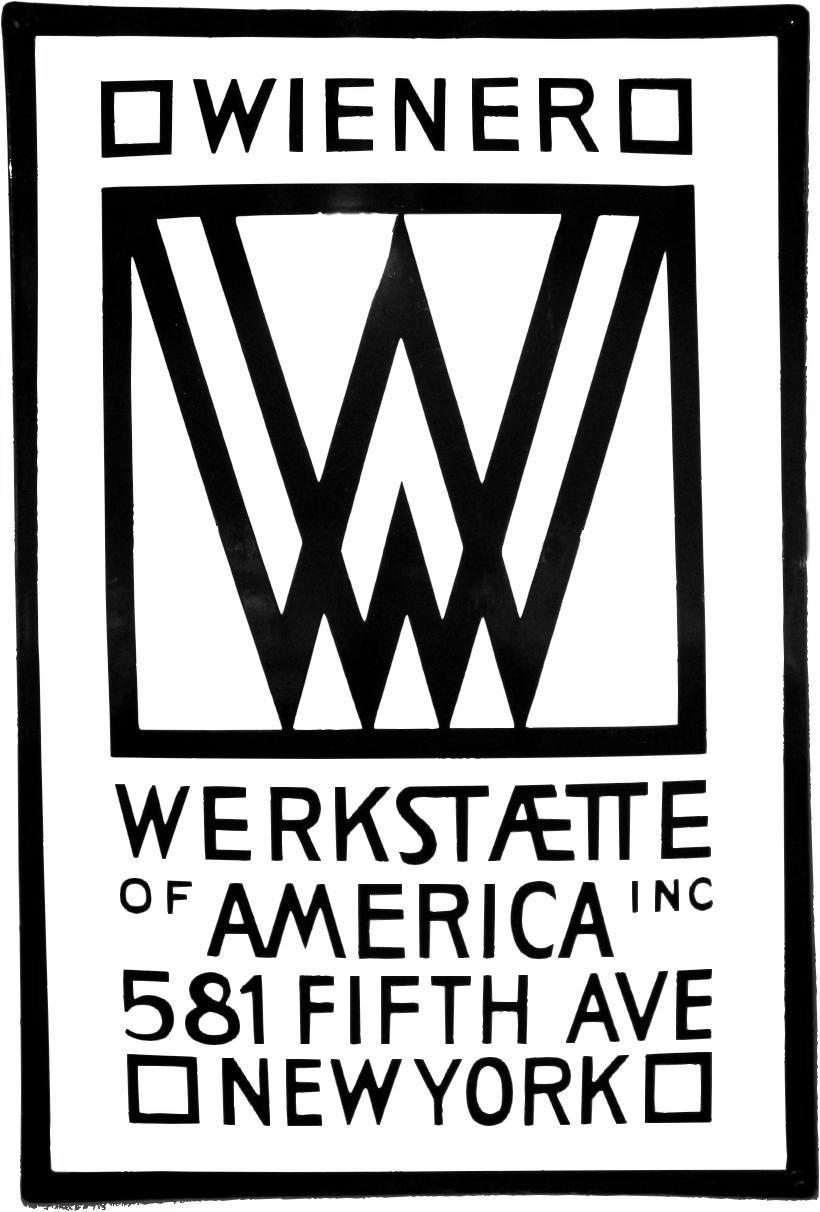
Logotype du magasin ouvert à New York en 1922.

Josef Hoffmann et ses condisciples ont pour objectif d’associer les arts appliqués et les beaux-arts dans une conception esthétique globale, accessible par tous. Architecture, mobilier, textile, céramique, joaillerie, orfèvrerie, ébénisterie, poterie, beaux-arts… Tout est exécuté par les « artisans d'art » de l’atelier. Leur devise était : « Lieber zehn Tage an einem Gegenstand arbeiten, als zehn Gegenstände an einem Tag zu produzieren » (« Mieux vaut travailler dix jours sur un objet que produire dix objets en un jour »).
Facilement reconnaissable par son logo aux deux « W », l’atelier commercialise ses productions de manière collective, en incluant la signature de chaque membre associé. Outre Hoffmann, Moser et Carl Otto Czeschka, la WW compta entre autres parmi ses collaborateurs : Leopold Bauer, Emilie Louise Flöge, Gustav Klimt, Oskar Kokoschka, Max Lenz, Wilhelm List, Richard Luksch, Emanuel Josef Margold (de), Franz Metzner, Carl Moll, Emil Orlik, Dagobert Peche, Michael Powolny, Otto Prutscher, Lilly Reich, Alfred Roller, Egon Schiele, Vally Wieselthier, Eduard Josef Wimmer-Wisgrill...
En octobre 1903, est inauguré le siège viennois, au 32-34 de la Neustiftgasse, sur trois étages avec boutique et vitrine ouverte sur la rue. La première exposition des productions de la WW se tient en 1904 au Kunstgewerbehaus de Berlin, pour laquelle la revue Deutsche Kunst und Dekoration écrit un article très élogieux. Cette année-là, l'Imprimerie impériale et royale de Vienne passe commande au WW pour un prestigieux catalogue commémoratif : c'est le début d'une longue série de clients fortunés, tels que Karl Wittgenstein, Adolphe Stoclet, des membres de la bourgeoisie viennoise, puis internationale, ou des administrations comme la Caisse d'épargne viennoise, le sanatorium de Purkersdorf, la villa Primavesi (mobilier et décoration intérieure), les vitraux de l'église Saint-Léopold am Steinhof, le Cabaret Fledermaus... En 1905, l'entreprise compte 100 employés à plein-temps, dont 37 maîtres artisans, et fusionne, un temps, avec les ateliers d'Hoffmann. En 1907, la WW devient créateur et distributeur attitré de la Wiener Keramik, fondée par Berthold Loffler et Michael Powolny, puis pour les nouvelles lignes de textiles de Backhausen et pour le fabricant de meubles Jacob & Josef Kohn. En 1909, une première boutique de prestige est ouverte à Karlsbad.
Avant guerre, une polémique enfle entre Adolf Loos et les tenants de la WW, le premier étant partisan d'une vision plus radical du design et de l'architecture, et surtout d'une séparation nette entre œuvre d'art et production artisanale.
En 1914, la WW est transformée en société privée grâce à un nouvel investisseur, le banquier Otto Primavesi (de). D'autres boutiques de prestige ouvrent, des showrooms dédiés au textile et à la mode, à Marienbad (1916) puis Zurich (1917) ; après guerre, est inaugurée la Wiener Werkstaette America Inc. à New York en 1921, au 581 Fifth Avenue (fermée en 1924), puis à Velden (1922), Breslau et enfin Berlin (1929). En 1925, c'est le WW qui s'occupe du pavillon autrichien lors de l'exposition internationale des Arts décoratifs de Paris, où elle remporte le grand prix.. Durant toutes ces années de l'entre-deux-guerres, le rôle du critique d'art Arthur Roessler, nommé vice-président, est fondamental.
En 1926, la WW connaît une première tentative de redressement judiciaire après la mort de Primavesi et la faillite de sa banque ; toutefois, 65 % des créances de l'atelier sont annulées et l'activité de production reprend. Les conséquences de la crise de 1929 mettent un terme définitif à cette entreprise en septembre 1932. Près de 7 000 objets sont alors vendus aux enchères, couvrant à peine les pertes. En octobre, l'atelier ferme définitivement ses portes.

## Collaborateurs réguliers par domaines

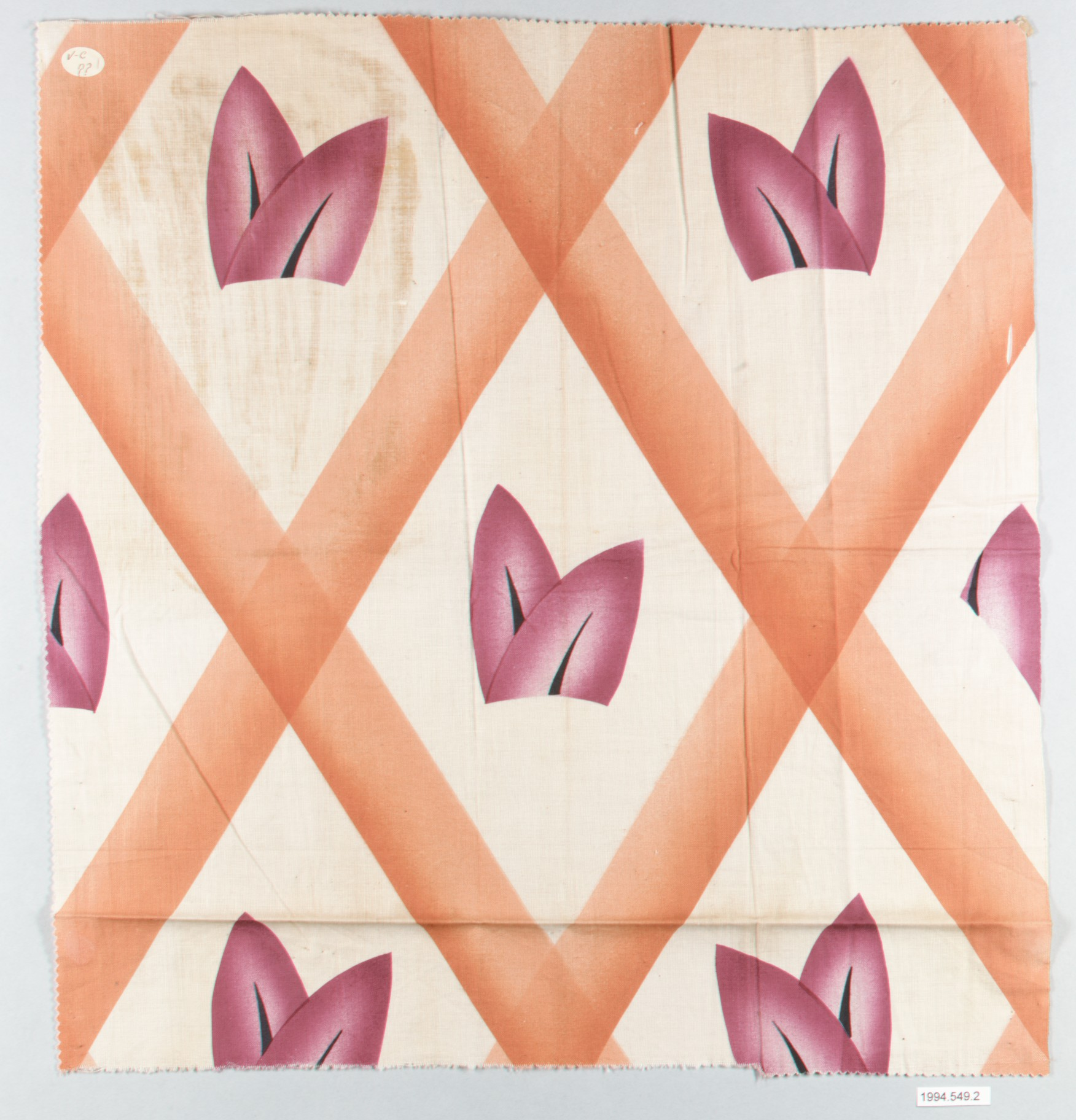
Dagobert Peche : « Diomedes », tissu à motifs (New York, MET).

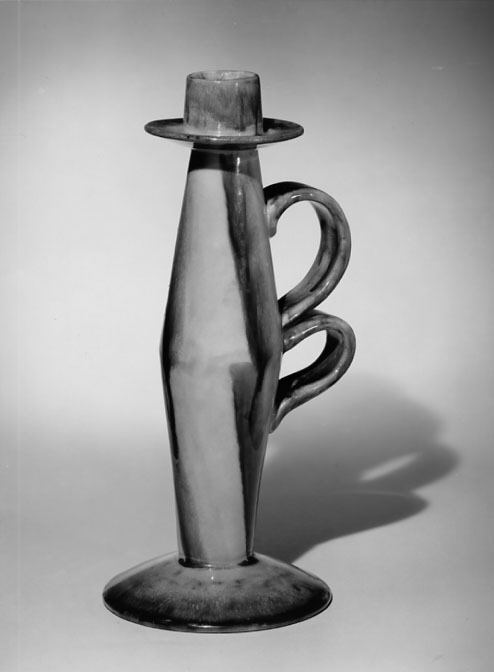
Vally Wieselthier : bougeoir en terre cuite (New York, MET).

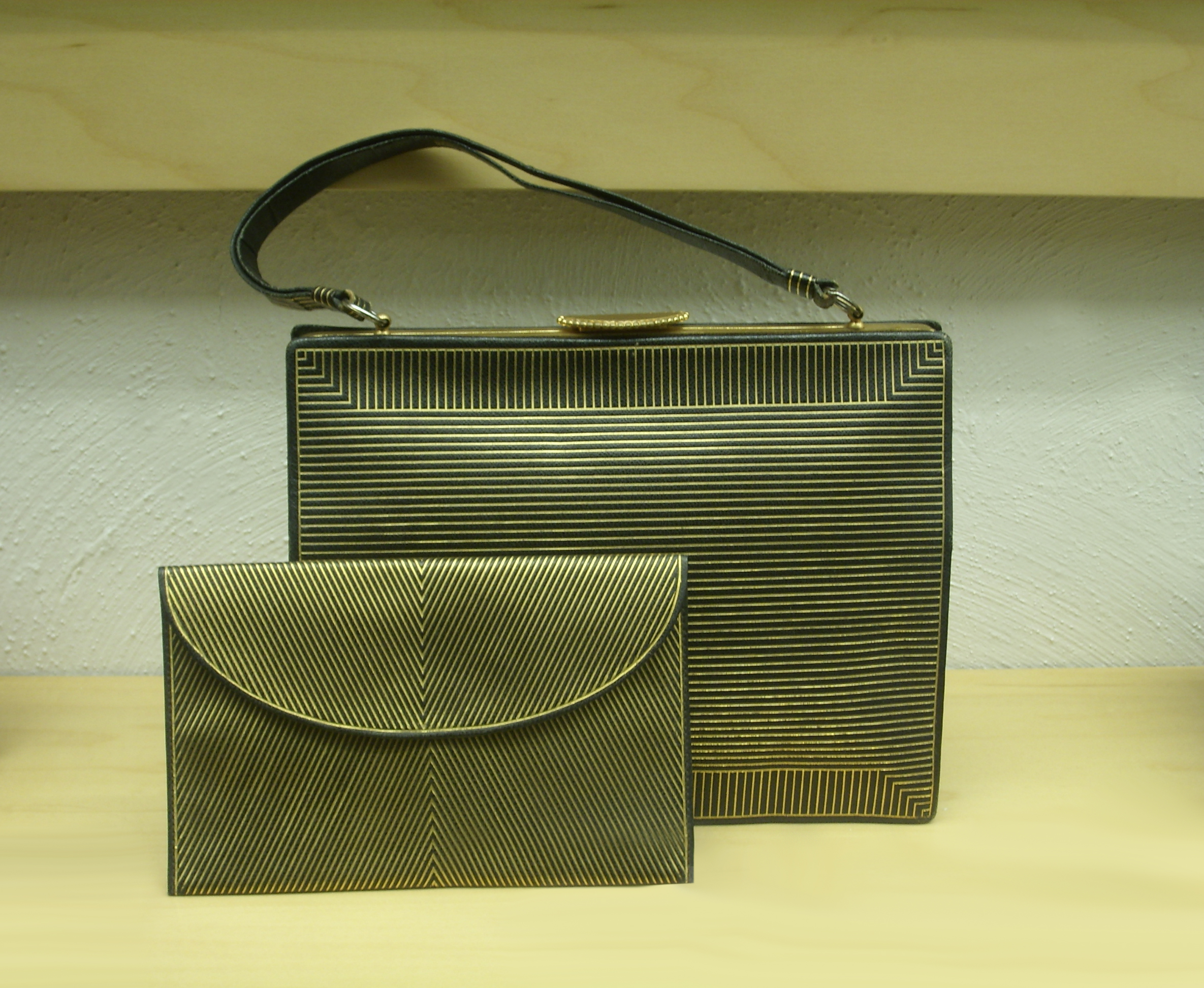
Sacs en cuir produits par la Wiener Werkstätte.

Architecture, décoration intérieure et mobilier : Carl Breuer, Carl Otto Czeschka, Mathilde Flögl (en), Oswald Haerdtl (de), Philipp Häusler, Josef Hoffmann, Richard Luksch, Victor Lurje (1883-1944), Emanuel Josef Margold (de), Koloman Moser, Dagobert Peche, Otto Prutscher, Lilly Reich, Gustav Siegel (de), Pola Stout (en), Joseph Urban, Carl Witzmann (de), Fritz Zeymer (es).
Métallerie et ferronnerie : Czeschka, Karl Hagenauer (de), Josef Hoffmann, Berthold Löffler (de), Franz Metzner, Koloman Moser, Dagobert Peche, Otto Prutscher, Max Snischeck, Joseph Urban, Valentin Zeileis (de), Julius Zimpel (de).
Céramique : Gudrun Baudisch-Wittke, Josef Hoffmann, Hilda Jesser, Eduard Klablena (de), Dina Kuhn, Berthold Löffler (de), Richard Luksch, Dagobert Peche, Ida Schwetz-Lehmann (de), Jutta Sika, Susi Singer (de), Vally Wieselthier, Lucie Rie. La plupart des pièces ont été produites dans l'entreprise de Friedrich Goldscheider.
Verre et vitraux : Josef Hoffmann, Robert Holubetz (de), Hilda Jesser, Koloman Moser, Dagobert Peche, Michael Powolny, Otto Prutscher, Gertrud Weinberger, Julius Zimpel (de).
Bois et dérivés : Josef Hoffmann, Fritzi Löw (de), Dagobert Peche, Richard Teschner (de), Vally Wieselthier.
Mode, bijoux et accessoires : Lotte Calm, Christa Ehrlich, Trude Hochmann, Josef Hoffmann, Mela Köhler, Maria Likarz, Berthold Löffler, Fritzi Löw, Koloman Moser, Dagobert Peche, Jossy Podboy-Grasel (modiste), Reni Schaschl, Agnes (Kitty) Speyer, Amalie Szeps, Eduard Josef Wimmer-Wisgrill.
Textile : Martha Alber, Mathilde Flögl, Lotte Föchler-Frömmel, Heddi Hirsch, Josef Hoffmann, Hilda Jesser, Ludwig Heinrich Jungnickel, Maria Likarz, Rita Luzzatte, Wilhelm Martens, Koloman Moser, Dagobert Peche, Kitty Rix, Anna von Schmedes, Max Snischek, Franz von Zülow.
Graphisme et gravure : Albert Berger (imprimeur-lithographe), Carl Otto Czeschka, Franz Karl Delavilla (de), József Divéky (de), Anton Faistauer, Remigius Geyling (de), Heddi Hirsch, Emil Hoppe, Ludwig Heinrich Jungnickel (de), Moriz Jung, Hans Kalmsteiner, Rudolf Kalvach, Mela Köhler (de), Oskar Kokoschka, Rudolf von Larisch (de), Maria Likarz (de), Berthold Löffler (en), Editha Moser (de), Koloman Moser, Felician Myrbach, Dagobert Peche, Kitty Rix, Alfred Roller, Egon Schiele, Fritz Zeymer (es), Julius Zimpel (de). Voir en outre la revue Ver Sacrum, le catalogue de l'exposition Beethoven, le Kachelalmanach, l'album Die Fläche, les albums Die Quelle de la maison Gerlach & Wiedling, et plus de 1 000 cartes postales d'artistes publiées, dont certaines restées anonymes.
Beaux-arts : Leopold Forstner (de), Heddi Hirsch, Josef Hoffmann, Ludwig Heinrich Jungnickel (de), Gustav Klimt, Anton Kling (de), Oskar Kokoschka, Max Kurzweil, Berthold Löffler (de), Koloman Moser, Emil Orlik, Egon Schiele.
Elle a fait aussi appel à des maîtres artisans tels que des orfèvres sur or et argent, des émailleurs, des relieurs, des mégissiers, des charpentiers, des peintres spécialisés en laque, des miniaturistes...
Le Wiener Werkstätte a travaillé comme éditeur de lignes de produits et a eu comme principaux clients les sociétés suivantes : Wiener Keramik (Friedrich Goldscheider (de)), Eduard Klablena, Kaulitz, Cloeter, J. & L. Lobmeyr, Meyr’s Neffe, Moser-Karlsbad, Jacob & Josef Kohn, la cristallerie Oertel, Schappel, Loetz Witwe, Tiroler Glashütte, Pfeiffer & Löwenstein, Böcke, Kaiser, Petzold, Berger, Rosenbaum, Schmidt, Backhausen (de), Portois & Fix (de), Johann Soulek (Palais Stoclet, Villa Ast), Anton Herrgesell, Anton Pospisil, Friedrich Otto Schmidt, Johann Niedermoser, Anton Ziprosch et Franz Gloser (Purkersdorf).

## Le palais Stoclet

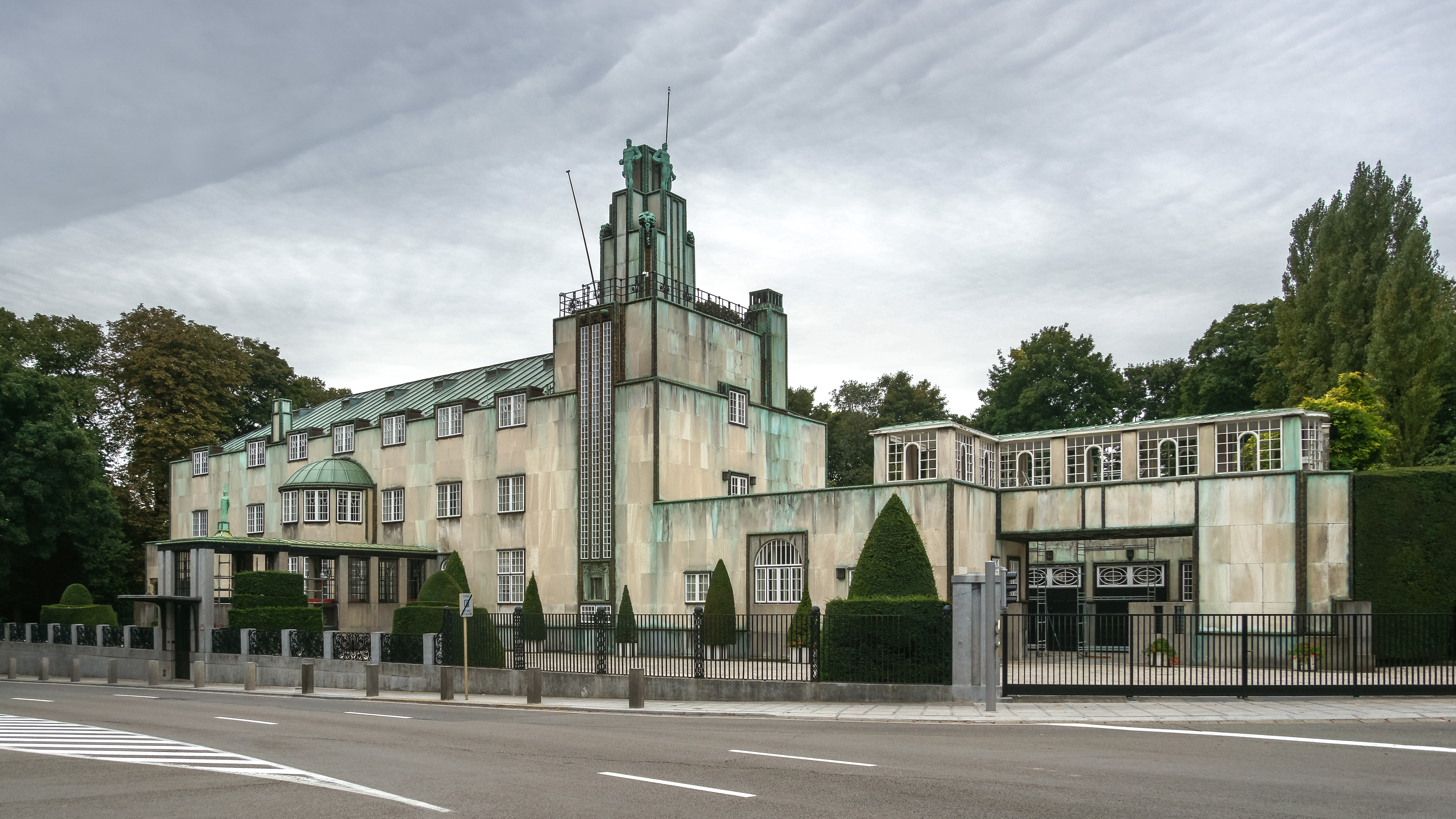
Le palais Stoclet à Bruxelles.

Le palais Stoclet marque l’apogée de la Wiener Werkstätte. En lui offrant un budget illimité, Adolphe Stoclet, un riche banquier belge sensible à la modernité et à l'avant-garde, permet à Hoffmann d’aller jusqu’au bout de ses idées. Le palais Stoclet devient ainsi une « œuvre totale ». Des boutons de portes aux jouets des enfants, le moindre détail est pensé dans son ensemble par Hoffmann et exécuté par les membres de la WW. La construction du palais Stoclet est aussi l’occasion de renflouer les caisses de l'atelier, structure indépendante dont la santé économique reste fragile.

## Le legs
Si la WW reste la première « marque » moderne de décoration, ou du moins la plus pérenne, elle fait toutefois faillite en 1932. Elle manque surtout son projet initial : créer une ligne d'objets esthétiques pour tous, ce que l'on appellera des objets design. La production de ceux-ci est si coûteuse qu’ils ne pouvaient s’adresser qu'à une clientèle aisée, dont le pouvoir d'achat va être par ailleurs fortement érodé au moment de la crise monétaire des années 1920-1923 et de la crise de 1929. Le mobilier et les objets d’ameublement restent reconnaissables grâce à la marque de l'atelier ; la plupart sont encore réédités aujourd'hui. La typographie, la mode et les arts graphiques demeurent l’un des aspects les plus inventifs de leur activité. Un grand nombre de ces créateurs ont émigré au moment de l'arrivée du nazisme, et certains n'ont été redécouverts qu'à partir des années 1990-2000.
Son influence se fit sentir à Prague, où fut fondée en 1907-1908 la coopérative d'artistes Artěl.

## Conservation

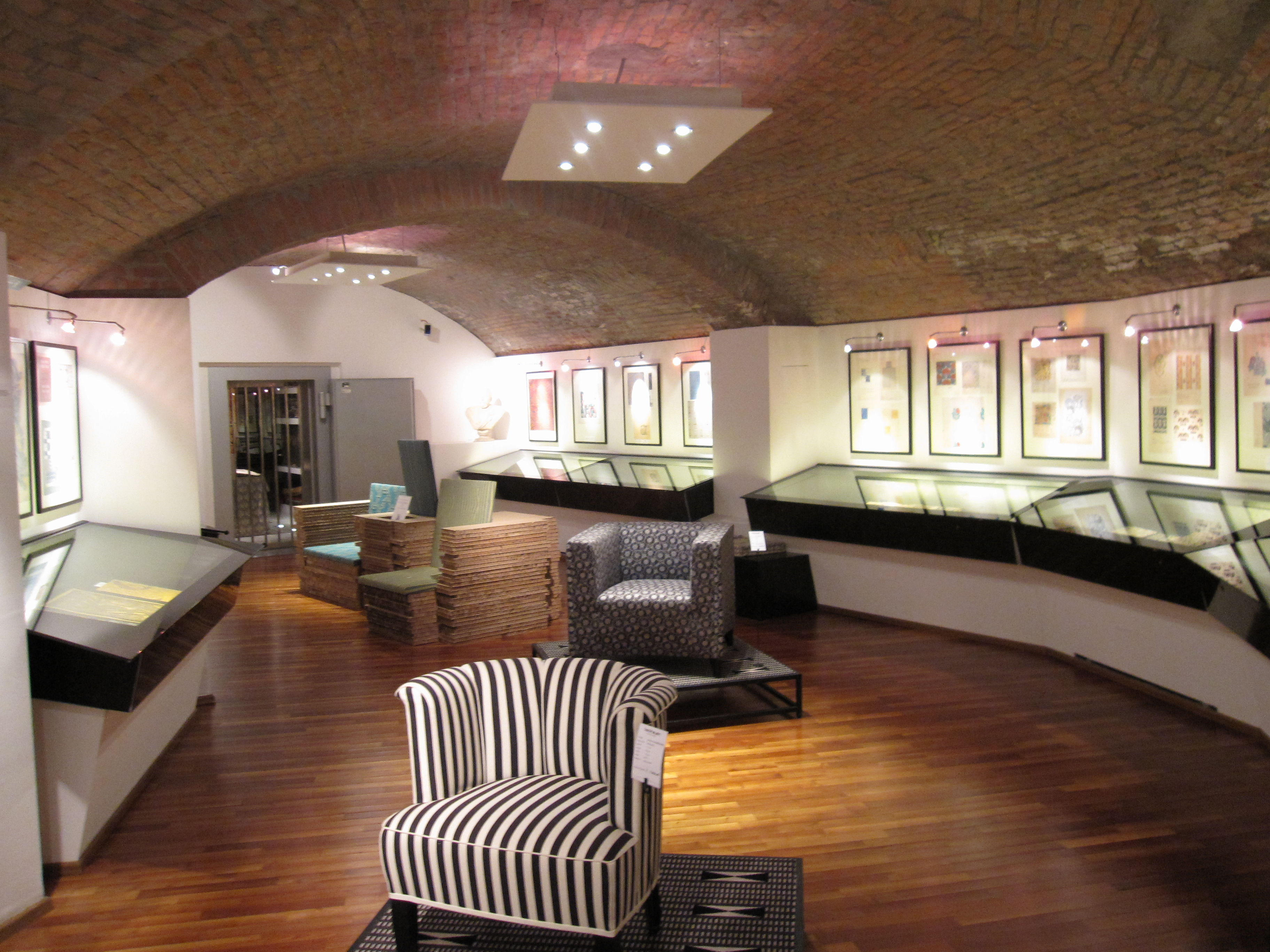
Musée Wiener Werkstätte dans le sous-sol de la société Backhausen à Vienne.

Le Musée des arts appliqués (MAK, Vienne) maintient une des plus vastes collections des œuvres d'art et archives de la Wiener Werkstätte, il est le dépositaire légal des archives de l'ancien atelier. En 1955, les derniers propriétaires ont légué au musée 16 000 esquisses, 20 000 échantillons d'étoffes, des albums photo, des catalogues de modèles… L'exposition dédiée au MAK a été conçue par l'artiste Heimo Zobernig.
Le Leopold Museum de Vienne possède également une collection d'objets exposée en permanence.
Le Metropolitan Museum of Art (New York) conserve quant à lui plus d'un millier d'objets.

## Œuvres

### Architecture et décoration
- Le palais Stoclet à Bruxelles (1903-1911)
- La Haus Ast (1909-1911) à Vienne, Steinfeldgasse 2, rachetée par Carl Moll puis Alma Mahler[20]
- Le sanatorium de Purkersdorf près de Vienne (1904-1905)
- Le Cabaret Fledermaus à Vienne (1907)
- La villa Primavesi à Vienne (1913-1915), construite pour Josefine Skywa et Robert Primavesi (1854-1926)
- Pavillon autrichien de l'exposition internationale des Arts décoratifs et industriels modernes (Paris, 1925)

### Mobilier
- Le Cabinet Wittgenstein (Dallas, Dallas Museum of Art)[21]
- Le mobilier de la Caisse d'épargne de la poste (Vienne)
- L'armoire à musique de Koloman Moser